# Masclenya
Masclenya es un cultivar de higuera de tipo higo común Ficus carica, unífera (con una sola cosecha por temporada, los higos de otoño), con higos de epidermis con color de fondo verde amarillento, y con sobre color amarillo verdoso. Se cultiva en la colección de higueras de Montserrat Pons i Boscana en Llucmajor (España).

## Sinonimia
- “sin sinónimo”,[4][6][7]

## Historia
Actualmente la cultiva en su colección de higueras baleares Montserrat Pons i Boscana, rescatada de un ejemplar o higuera madre localizada en el predio "Galdent" en el término de Llucmajor, reproducida recientemente en "son Mut Nou", por lo que no se puede describir de manera agronómica por su juventud.
La variedad 'Masclenya' está citada en el Diccionario Catalán-Valenciano-Balear (DCVB). Llamada así por la calidad del fruto, así como por ser fuerte, robusta, y vigorosa. No es ni conocida ni cultivada en muchos lugares de las Islas Baleares.

## Características
La higuera 'Masclenya' es una variedad unífera de tipo higo común. Árbol de vigorosidad elevada y buen desarrollo, copa esparcida con ramas colgando hacia el cultivo y follaje claro. Sus hojas son de 3 lóbulos en su mayoría, y de 1 lóbulo (10%). Sus hojas con dientes presentes márgenes serrados. 'Masclenya' tiene mucho desprendimiento de higos, con un rendimiento productivo elevado y periodo de cosecha medio. La yema apical cónica de color verde fuerte.
Los frutos de la higuera 'Masclenya' son higos de un tamaño de longitud x anchura:42 x 47mm, con forma piriforme, que presentan unos frutos grandes, vistosos, simétricos en la forma, uniformes en las dimensiones, de unos 37,635 gramos en promedio, cuya epidermis es de un espesor grueso, de textura fina, de consistencia dura, color de fondo verde amarillento, y con sobre color amarillo verdoso. Con un alto porcentaje de formaciones anormales, y de frutos aparejados. Ostiolo de 1 a 3 mm con escamas pequeñas blancas. Uno de sus descriptores es su largo Pedúnculo de 12 a 16 mm cilíndrico verde amarillento. Grietas longitudinales escasas gruesas. Costillas marcadas. Con un ºBrix (grado de azúcar) de 22 de sabor dulce y jugoso, con color de la pulpa amarillo anaranjado. Con cavidad interna pequeña, con aquenios grandes en una cantidad mediana. Los frutos maduran con un inicio de maduración de los higos sobre el 20 de agosto a 15 de septiembre. Cosecha con rendimiento productivo elevado, y periodo de cosecha medio.
Se usa en alimentación humana en fresco y en seco, así como en alimentación para el ganado ovino y porcino. Difícil abscisión del pedúnculo. Muy resistente al transporte, y al agriado. Bastante resistentes a las lluvias y rocíos. Muy resistentes a la apertura del ostiolo. Muy poco susceptibles al desprendimiento del árbol cuando madura.

## Cultivo
'Masclenya', se utiliza en alimentación humana en fresco y en seco, también en alimentación animal. Se está tratando de recuperar de ejemplares cultivados en la colección de higueras baleares de Montserrat Pons i Boscana en Llucmajor.